# Chrysops
Chrysops ist eine Gattung der Bremsen (Tabanidae), die vor allem in Afrika eine bedeutende Rolle als Krankheitsüberträger beim Menschen und bei anderen Säugetieren hat.

## Merkmale
Die Vertreter der Chrysops sind zwischen 2 und 3 cm lang und haben schillernd leuchtende Facettenaugen, die bei den Männchen eng zusammenstehen, bei den Weibchen deutlich getrennt sind. Im Gegensatz zu anderen Bremsen sind die Flügel durchsichtig mit dunklen Adern, die Fühler haben ein langes zweites Glied (Pedicellus), Punktaugen sind vorhanden und die Tibia (Schiene) trägt einen Dorn.

## Lebenszyklus
Die Weibchen legen zwischen 25 und 1000 Eier an Pflanzen ab, vor allem an Gewässern und feuchten Standorten. Die schlüpfenden Larven fallen zu Boden und ernähren sich von organischem Material oder von Kleinstlebewesen am Boden oder im Wasser. Die Dauer des Larvenstadiums variiert artspezifisch zwischen einem und drei Jahren. Die reifen Larven suchen trockene Areale auf und verpuppen sich dort. Aus den Puppen schlüpfen die Adulten. Nur die Weibchen sind Blutsauger. Sie werden von Bewegungen, glänzenden Oberflächen, Kohlenstoffdioxid und Wärme angezogen. Mit ihren messerartigen Mundwerkzeugen ritzen sie die Haut ein und ernähren sich von den austretenden Blutstropfen. Die Männchen ernähren sich vegetarisch von Blüten.

## Schadwirkung
Die afrikanischen Vertreter sind Zwischenwirte der Filarie Loa loa (Erreger der Loiasis) und Überträger des Einzellers Trypanosoma brucei (Erreger der Schlafkrankheit) beim Menschen. Darüber hinaus sind sie Zwischenwirte von Loa papionis (Erreger der Loiasis bei Affen) und Vektoren von Trypanosoma evansi bei Pferden, Hunden und Kamelen, Trypanosoma simiae bei Schweinen sowie Trypanosoma vivax beí Huftieren. In gemäßigten Breiten können sie mit an den Mundwerkzeugen anhaftenden Blutresten Francisella tularensis (Erreger der Tularämie), Bacillus anthracis (Milzbrand), die Anaplasmose sowie verschiedene Viren übertragen.
Neben der Rolle als Krankheitsüberträger können die Bremsen zu einer starken Beunruhigung von Pferde- und Rinderherden beitragen und panikartige Reaktionen mit Verletzungen der Tiere auslösen, da die Bisse sehr schmerzhaft sind. Auch der Blutverlust kann substantiell sein und die Milchproduktion deutlich reduzieren.

## Arten
Zur Gattung gehören etwa 250 Arten, darunter:
- Chrysops caecutiens (Linnaeus, 1758) – Gemeine Blindbremse
- Chrysops carbonarius Walker, 1848
- Chrysops coloradensis Bigot, 1892
- Chrysops excitans Walker, 1850
- Chrysops flavipes Meigen, 1804
- Chrysops lateralis Wiedemann, 1828
- Chrysops niger Macquart, 1838
- Chrysops relictus Meigen, 1820 – Goldaugenbremse
- Chrysops sepulcralis (Fabricius, 1794)
- Chrysops subcaecutiens Bellardi, 1859
- Chrysops surdus Osten-Sacken, 1877
- Chrysops univittatus Macquart, 1855
- Chrysops viduatus (Fabricius, 1794)
- Chrysops vittatus Wiedemann, 1821